# میرزاحبیب (دیر)
میرزاحبیب، روستایی است خالی از سکنه از توابع دهستان بردخون - بخش بردخون در شهرستان دیر استان بوشهر ایران.
روستای میزراحبیب مابین روستاهای نرکو و دروداحمد (که از شمال به جنوب ۳ کیلومتر از هم فاصله دارند) قرار دارد.

## جمعیت
این روستا در دهستان بردخون قرار دارد و بر اساس آمار رسمی سرشماری سال ۱۳۹۵ جمعیت آن کمتر از سه خانوار یا بدون سکنه می‌باشد.
این روستا بر اساس آمار رسمی سرشماری سال ۱۳۴۵ خورشیدی از توابع دهستان بردخون در بخش کاکی، و دارای ۱۴ نفر جمعیت بوده‌ و پس از آن تاکنون غیرمسکونی است.